# Duitse militaire begraafplaats in Hürtgen
De militaire begraafplaats in Hürtgen is een militaire begraafplaats in Noordrijn-Westfalen, Duitsland. Op de begraafplaats liggen omgekomen Duitse, Poolse, Russische en Belgische militairen en burgers uit de Tweede Wereldoorlog.

## Begraafplaats
Op de begraafplaats rusten 3001 militairen en burgers. Het merendeel hiervan (2960) was Duits. Daarnaast liggen er nog zevenentwintig Russen, dertien Polen en één Belg begraven. Vrijwel alle slachtoffers kwamen tijdens de slag om het Hürtgenwald om het leven.